# 西平州 (唐朝)
西平州，中国唐朝时设置的州。
- 唐高祖武德五年（622年），唐朝分利州、隆州设置西平州。治所在岐坪县（今四川省苍溪县岐坪镇），下辖岐坪县、义清县（今四川省广元市元坝区磨滩镇长青坝）、奉国县（今四川省阆中市老观镇），唐太宗貞觀二年（628年）废除西平州，奉国县改属隆州，岐坪县、义清县改属利州。
- 唐高祖武德七年（624年）在南中蛮夷之地设置西平州，治附唐县（今贵州省兴义市）。下辖附唐县、盘水县（今贵州省兴义市三江口镇）、平夷县（今贵州省兴义市万屯镇）。唐太宗贞观八年（634年）西平州改为盘州，唐高宗永徽三年（652年）降为羁縻州。唐玄宗天宝十五载（756年），盘州地入南诏。
- 唐高宗调露元年（679年）招抚西原蛮杜氏部落设置西平州。治今越南河江省河江。属于安南都护府。